# Rainer Puchert
Rainer Puchert (* 5. September 1934 in Werdau) ist ein deutscher Hörspielautor.

## Leben
Puchert siedelte 1948 nach Bayern über. Nach dem Abitur in Regensburg studierte er ab 1955 Malerei an der Kunstakademie in München. Seit 1957 ist er freier Schriftsteller und arbeitet hauptsächlich für den Hörfunk.
Rainer Puchert hat über 100 Hörspiele geschrieben. Sein Stück Tacheles mit Dr. Klaun (Regie: Albrecht Surkau) wurde zum Hörspiel des Monats Juli 1997 gewählt.

## Hörspiele (Auswahl)
- 1961: Autostop; Regie: Heinz Wilhelm Schwarz (Original-Hörspiel – WDR)
- 1966: Der große Zybilek; Regie: Günther Sauer (Originalhörspiel – WDR)
- 1971: Ein bisschen Nebel – ein bisschen Wind; Regie: Fritz Schröder-Jahn (Originalhörspiel – SWF)
- 1971: Götter sterben langsam; Regie: Ulrich Gerhardt (Originalhörspiel – BR)
- 1974: Ein bisschen Nebel und Wind; Regie: Ferry Bauer (Originalhörspiel – ORF Oberösterreich)
- 1977: Der Riss; Bearbeitung und Regie: Kurt Klinger (Hörspielbearbeitung – ORF Wien)
- 1983: Missachtete Vorfahrt; Regie: Dieter Carls (Originalhörspiel, Kriminalhörspiel – WDR)
- 1994: Deutschstunde: Himmelgänger; Regie: Klaus-Michael Klingsporn (Originalhörspiel – DLR Berlin)
- 1995: Selbstdarstellung eines Vielstürzers; Regie: Götz Fritsch (Originalhörspiel – ORF/ORB)
- 2010: Mondgelichter; Regie: Annette Kurth (Originalhörspiel – WDR/NDR)

| Personendaten    | Personendaten           |
| ---------------- | ----------------------- |
| NAME             | Puchert, Rainer         |
| KURZBESCHREIBUNG | deutscher Hörspielautor |
| GEBURTSDATUM     | 5. September 1934       |
| GEBURTSORT       | Werdau, Sachsen         |